# Michal Prokop
Michal Prokop (ur. 1 kwietnia 1981 w Pradze) – czeski kolarz MTB i BMX, pięciokrotny medalista mistrzostw świata w kolarstwie górskim i dwukrotny medalista mistrzostw BMX.

## Kariera
W czasie swojej kariery zdobył 8 tytułów mistrza Czech, 8 tytułów mistrza Europy, a także 3 tytuły mistrza świata w Four Crossie. Michal Prokop to także mistrz oraz wicemistrz Czech w dualu i 2-krotny czeski zwycięzca w dircie.
Sponsorowany przez rowery B1, w sezonie 2002 rozpoczął starty w Pucharze Świata w dualu. Następnie trafił do teamu czeskiej firmy Author i już w barwach A-Gangu zdobył w 2004 roku mistrzostwo Europy w fourcrossie podczas zawodów rozgrywanych w Szczawnie-Zdroju.